# 伊拉里娅·比安科
伊拉里娅·比安科（義大利語：Ilaria Bianco，1980年5月29日—），意大利女子击剑运动员。她曾代表意大利参加2008年和2016年夏季奥林匹克运动会击剑比赛，其中2008年奥运会获得女子个人佩剑第十一名，2016年奥运会则获得女子团体佩剑第四名。